# 보편 지식

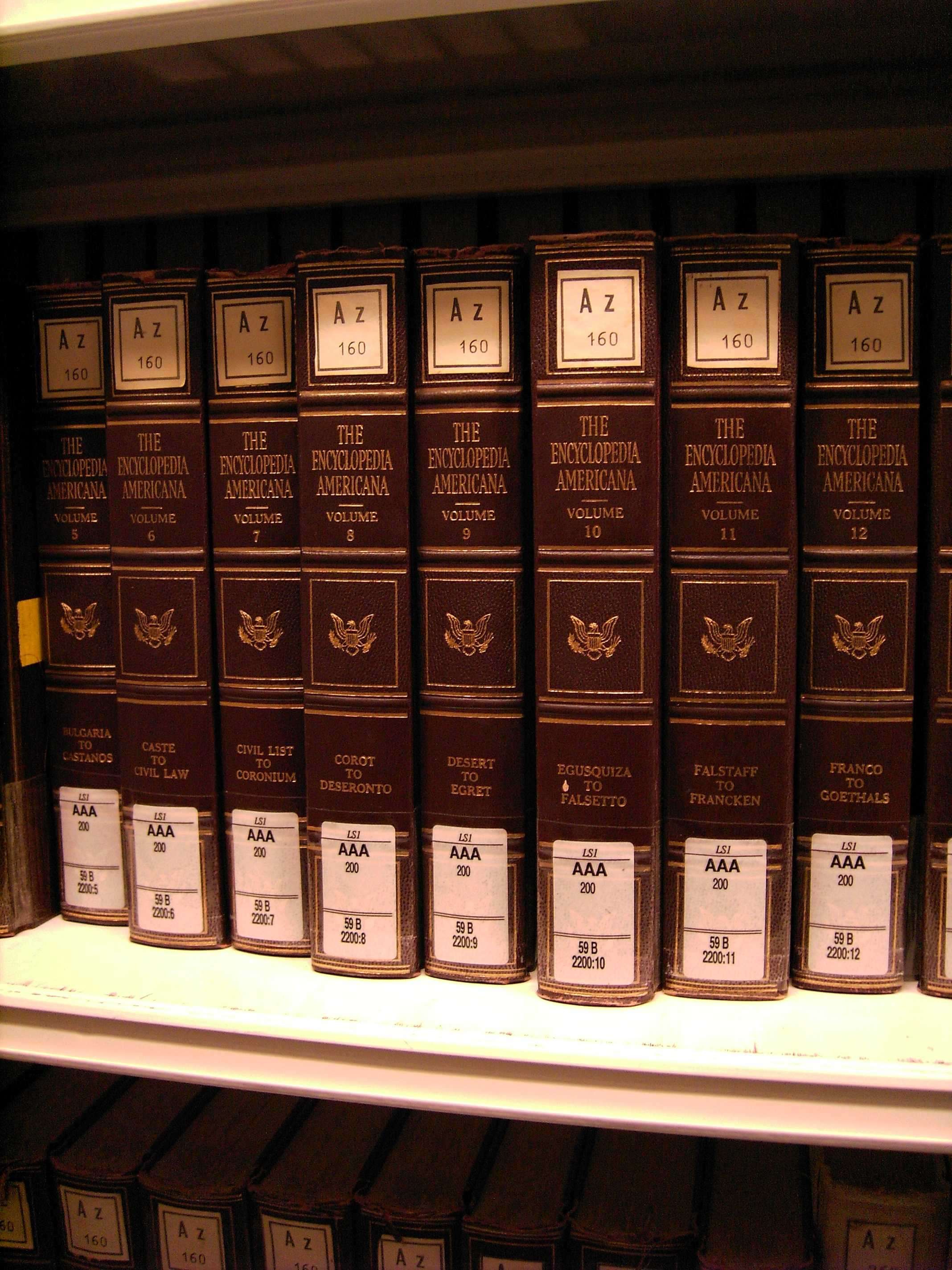
백과사전은 보편 지식의 저장고이다

보편 지식(general knowledge)은 개인차심리학(differential psychology)에서 '비전문가들 사이에서 소통가능한 문화적 지식'이라고 정의한 것으로 광범위한 주제 범위를 포함한다. 고도의 훈련을 받아야 획득가능한 특별한 지식이나 한 분야에만 적용가능한 지식은 배제한다. 보편 지식은 결정성 지능(crystallized intelligence)의 중요한 요소이고 보편 지능(general intelligence) 및 경험에 대한 개방성(openness to experience)과 강하게 연결되어 있다.
한 분야에서 쉽게 지식을 쌓는 사람은 다른 분야에서도 능력을 쉽게 발휘한다는 연구들이 있다. 보편 지식은 장기 의미 기억과 관계가 있다고 간주된다.
다수의 연구에서 남성이 여성에 비해 보편 지식의 영역이 더 크다는 사실이 알려져있다. 이것은 기억 능력의 차이보다는 관심사에 대한 젠더 차이에 의해 발생되는 것으로 보인다.  최근 연구들에서는 보편 지식이 학생들의 수험 능력과 교정 능력과 관계가 있다는 것이 밝혀지고 있다.

## 범위
개인차심리학의 연구자들은 '비전문가들 사이에서 소통가능한 문화적 지식'이라고 정의하고 있으며 이것은 특별한 훈련을 받지않은 문외한들에게도 전해질 수 있는 모든 영역에 해당된다. 또 이 정의는 한두 매체 혹은 TV 시트콤 등에서 한두번 언급된 일회성 지식들을 배제한다. 연구자들은 아래와 같은 20개 정도의 영역을 정의했다.
미술 생물학 클래식 요리 탐험 패션 영화 금융 게임 과학 지리 역사 과학사 문학 수학 약학 음악 정치학 대중 음악 스포츠 기술 TV
연구진은 이 영역들 외에도 다른 영역들이 더 존재할 수 있다고 인정하고 있으며 이상의 20개 영역은 성격에 따라 시사, 패션, 가족, 건강, 예술, 과학 등 6개로 분류가 가능하다. 각각의 영역들은 또 서로 깊게 맞물려있으며 한 영역에서 강한 사람은 다른 영역에도 강한 경향을 보였다. 그리고 각자 자신있는 자기만의 영역이 존재했다. 이것은 지식 수준에 영향을 미치는 공통 요소와 개별 요소들이 있음을 의미한다. 또 지식 수준은 그 영역에 대한 관심사나 교육 정도에 따라 달랐다.

## 개인차
지능
보편 지식 시험에서 높은 점수를 받는 사람들은 지능 검사의 점수도 높았다. 지능 지수는 연령, 성별, 5가지 성격 특성 요소 등 다른 요소들과는 무관하게 보편 시험 점수와 상관관계를 보였다. 지능에 관한 카텔-혼-캐롤 이론에서는 보편 지식을 결정성 지능의 요소로 간주한다. 표준적 IQ 테스트는 보편 지식의 측정을 포함할 수 있으며 웩슬러 성인 지능 검사 등에는 이미 포함되어 있다.
보편 지식은 발화 능력과 상관관계가 있으며 수리 능력이나 공간 능력과는 상관관계가 없거나 약하다. 결정성 지능처럼 보편 지식도 나이와 함께 많아지는 경향이 있다.
장기 의미 기억
특정 분야의 지식이 방대한 사람은 일반적으로 사실관계 정보에 대해 좋은 장기기억력을 가지고 있으며 다른 영역의 지식들 사이에도 연결고리를 가진다. 다시말해 보편 지식의 차이는 장기 의미 기억에서 정보 추출하는 능력의 차이를 반영한다. 정보 추출 능력에서의 개인차가 생기는 것은 모든 영역의 의미 기억이 서로 연결되어 있기 때문이다.

## 같이 보기
- IQ
- 문화 능력